# Nagykanizsa
Nagykanizsa (tyska: Großkirchen, Groß-Kanizsa, kroatiska: Velika Kaniža) är en stad i provinsen Zala i Ungern. Staden har 45 428 invånare (2021), på en yta av 148,40 km². Den ligger inte långt ifrån Balatonsjön.